# Параспония
Параспониите (Parasponia) са род растения от семейство Конопови (Cannabaceae).
Таксонът е описан за пръв път от нидерландския ботаник Фридрих Антон Вилхелм Микел през 1851 година.

## Видове
- Parasponia andersonii
- Parasponia aspera
- Parasponia eurhyncha
- Parasponia melastomatifolia
- Parasponia parviflora
- Parasponia paucinervia
- Parasponia rigida
- Parasponia rugosa
- Parasponia similis
- Parasponia simulans